# Kelagur Estate, Mudigere
Kelagur Estate là một làng thuộc tehsil Mudigere, huyện Chikmagalur, bang Karnataka, Ấn Độ.